# Mountain View (Wyoming)
Mountain View város az USA Wyoming államában, Uinta megyében Lakosainak száma 1278 fő (2020. április 1.).

## Népesség
A település népességének változása:

| 2010 | 1 286 |
| 2020 | 1 278 |